# Fontenailles (Yonne)
Fontenailles ist eine Commune déléguée in der französischen Gemeinde Les Hauts de Forterre mit 70 Einwohnern (Stand: 1. Januar 2022) im Département Yonne in der Region Bourgogne-Franche-Comté (bis 2015: Burgund). 

## Geografie
Fontenailles liegt im Süden der Landschaft Puisaye, etwa 19 Kilometer südsüdwestlich von Auxerre. 

## Geschichte
Zum 1. Januar 2017 wurde aus den Kommunen Fontenailles, Molesmes und Taingy die Commune nouvelle Les Hauts de Forterre gebildet. Die Gemeinde gehörte zum Arrondissement Auxerre und zum Kanton Vincelles (bis 2015 Kanton Courson-les-Carrières).

## Bevölkerungsentwicklung
| Jahr                      | 1962 | 1968 | 1975 | 1982 | 1990 | 1999 | 2006 | 2013 |
| Einwohner                 | 83   | 95   | 101  | 81   | 74   | 66   | 68   | 68   |
| Quelle: Cassini und INSEE |      |      |      |      |      |      |      |      |

## Sehenswürdigkeiten
- Kirche